# Sanford (Florida)
Sanford ist eine Stadt und zudem der County Seat des Seminole County im US-Bundesstaat Florida mit 61.051 Einwohnern (Stand: Volkszählung 2020).
Sanford ist von alters her ein landwirtschaftliches Zentrum. Heute ist die Stadt Sitz der Flugschule der Delta Connection und des Central Florida Zoo and Botanical Gardens.

## Geographie
Die Stadt ist Teil der Metropolitan Statistical Area (MSA) Orlando–Kissimmee–Sanford, Florida (genannt Greater Orlando), in der gut 2,1 Millionen Menschen leben. Sie liegt am südlichen Ufer des Lake Monroe, der einen Teil des St. Johns Rivers bildet. Sanford liegt rund 20 km nördlich von Orlando.

## Geschichte
Einstmals lebten die Timucua am Ufer des Lake Monroe. Um 1760 ersetzten die Seminolen die vorherige Bevölkerung. 1835 zerstörten die Seminolen den Hafen von Palatka am St. Johns River. daraufhin wurde flussaufwärts, am Südufer des Lake Monroe, bei einer Handelsstelle, eine Garnison errichtet. Sie erhielt den Namen Camp Monroe. Nach einem Angriff im Jahr 1837 wurde das Camp verstärkt und Fort Mellon genannt.
General Zachary Taylor ließ eine Straße vom Fort Mellon nach Fort Brooke (heute Tampa) bauen. 1842 wurde um Fort Mellon die Stadt Mellonville errichtet (durch Daniel Stewart). Als 1845, Florida den Vereinigten Staaten beitrat, wurde Mellonville zum ersten County Seat des Orange County, das vorher Mosquito County hieß und seinen Sitz auf der Nordseite des Lake Monroe in Enterprise hatte. 1870 erwarb General Henry Shelton Sanford 50,78 km² im Westen von Mellonville und gründete dort einen Ort. Sanford nahm an, dass der neue Ort das Potenzial hatte, zum Angelpunkt des Handels mit dem Süden Floridas zu werden, und nannte ihn „The Gateway City to South Florida“. Verschiedene Gruppen von Schweden wurden 1871 als indentured servants (Vertragsknechte auf Zeit) herbeigeholt, damit sie in zermürbender Arbeit eine neue Stadt erbauten und die subtropische Wildnis rodeten, um an deren Stelle Zitrusgewächse anbauen zu können. Der Ort wurde 1877 mit seinen 100 Einwohnern zur Gemeinde erhoben; 1883 wurde Mellonville eingemeindet.
1880 erhielt Sanford durch die South Florida Railroad einen ersten Eisenbahnanschluss bis Orlando. Diese Linie wurde bis 1884 bis zum Hafen von Tampa verlängert. 1886 erfolgte in Sanford der Lückenschluss aus Richtung Jacksonville durch die Jacksonville, Tampa & Key West Railway. Ebenfalls 1886 erfolgte durch die Orange Belt Railway der Bau einer Strecke von Sanford nach Oakland, die 1888 bis Saint Petersburg verlängert wurde. In dieser Zeit wurde in Sanford ein Hotel errichtet. Nach mehreren Übernahmen wurde die Strecke der Orange Belt Railway im Zuge der Gründung der Seaboard Coast Line Railroad im Jahr 1967 stillgelegt.
1887 zerstörte ein Feuer viele Gebäude der Stadt, die damals zum Großteil aus Holz errichtet waren. Beim Wiederaufbau wurde Backstein eingesetzt. Im Winter 1894 / 1895 zerstörte eine ungewöhnliche Kälteperiode die Zitrusernte. Dies motivierte Landwirte, auch Gemüse anzupflanzen. Sellerie wurde 1896 erstmals angepflanzt. Da dieses Gemüse bald zur Leitsorte wurde, erhielt die Stadt den Übernamen Celery City. 1913 wurde Seminole County aus dem Orange County ausgegliedert und Sanford zum County Seat erhoben. Landwirtschaft blieb bis in die 1940er der dominierende Wirtschaftszweig.
1942 wurde die Naval Air Station Sanford eingerichtet, die als Ausbildungsort für Piloten diente, which conducted operational training in the PV-1 Ventura, PBO Hudson, F4F/FM-1 Wildcat and the F6F Hellcat. 1943–1945 war in der NAS Sanford etwa 360 Offiziere, 1500 Soldaten stationiert. 1946 wurde die Basis deaktiviert, aber schon 1950 reaktiviert. Jetzt wurde dort Douglas A-3 and später North American A-5 betrieben. Mitte der 1960er hatte die Basis fast 4000 Beschäftigte.
Wegen der Kosten des Vietnamkriegs wurden 1968 mehrere Militärstützpunkte in den Vereinigten Staaten geschlossen, darunter auch die NAS Sanford. Darauf wurde das Gelände in einen zivilen Flughafen umgewandelt, der heute Orlando Sanford International Airport heißt.
Durch die Eröffnung der Walt Disney World im Oktober 1971 verlagerte sich der wirtschaftliche Schwerpunkt in der gesamten Region mehr Richtung Tourismus. Auf Grund ihrer Vergangenheit als Handelszentrum sind in Sanford etliche ältere Gebäude erhalten. Ihrer Lage am Lake Monroe und St. Johns River ermöglichte es, die Stadt auf dem Wasserweg mit dem Atlantik und dem Intracoastal Waterway über Jacksonville zu verbinden.
Sanford war in jüngerer Zeit Drehort für verschiedene Filme, darunter My Girl (1991), Passagier 57 (1992), Rosewood Burning (1997), und Monster (2003).
Am 26. Februar 2012 wurde der 17-jährige Trayvon Martin auf offener Straße erschossen. Diese Tat führte in der Folge zum Rücktritt des örtlichen Polizeichefs.

## Demographische Daten
Laut der Volkszählung 2010 verteilten sich die damaligen 53.570 Einwohner auf 23.061 Haushalte. Die Bevölkerungsdichte lag bei 1082,2 Einw./km². 57,3 % der Bevölkerung bezeichneten sich als Weiße, 30,5 % als Afroamerikaner, 0,5 % als Indianer und 2,8 % als Asian Americans. 5,5 % gaben die Angehörigkeit zu einer anderen Ethnie und 3,3 % zu mehreren Ethnien an. 20,2 % der Bevölkerung bestand aus Hispanics oder Latinos.
Im Jahr 2010 lebten in 36,8 % aller Haushalte Kinder unter 18 Jahren sowie 19,1 % aller Haushalte Personen mit mindestens 65 Jahren. 63,7 % der Haushalte waren Familienhaushalte (bestehend aus verheirateten Paaren mit oder ohne Nachkommen bzw. einem Elternteil mit Nachkomme). Die durchschnittliche Größe eines Haushalts lag bei 2,59 Personen und die durchschnittliche Familiengröße bei 3,17 Personen.
29,0 % der Bevölkerung waren jünger als 20 Jahre, 32,2 % waren 20 bis 39 Jahre alt, 25,2 % waren 40 bis 59 Jahre alt und 13,6 % waren mindestens 60 Jahre alt. Das mittlere Alter betrug 32 Jahre. 48,0 % der Bevölkerung waren männlich und 52,0 % weiblich.
Das durchschnittliche Jahreseinkommen lag bei 43.250 $, dabei lebten 17,4 % der Bevölkerung unter der Armutsgrenze.
Im Jahr 2000 war Englisch die Muttersprache von 87,95 % der Bevölkerung, spanisch sprachen 10,20 % und 1,85 % hatten eine andere Muttersprache.

## Sehenswürdigkeiten

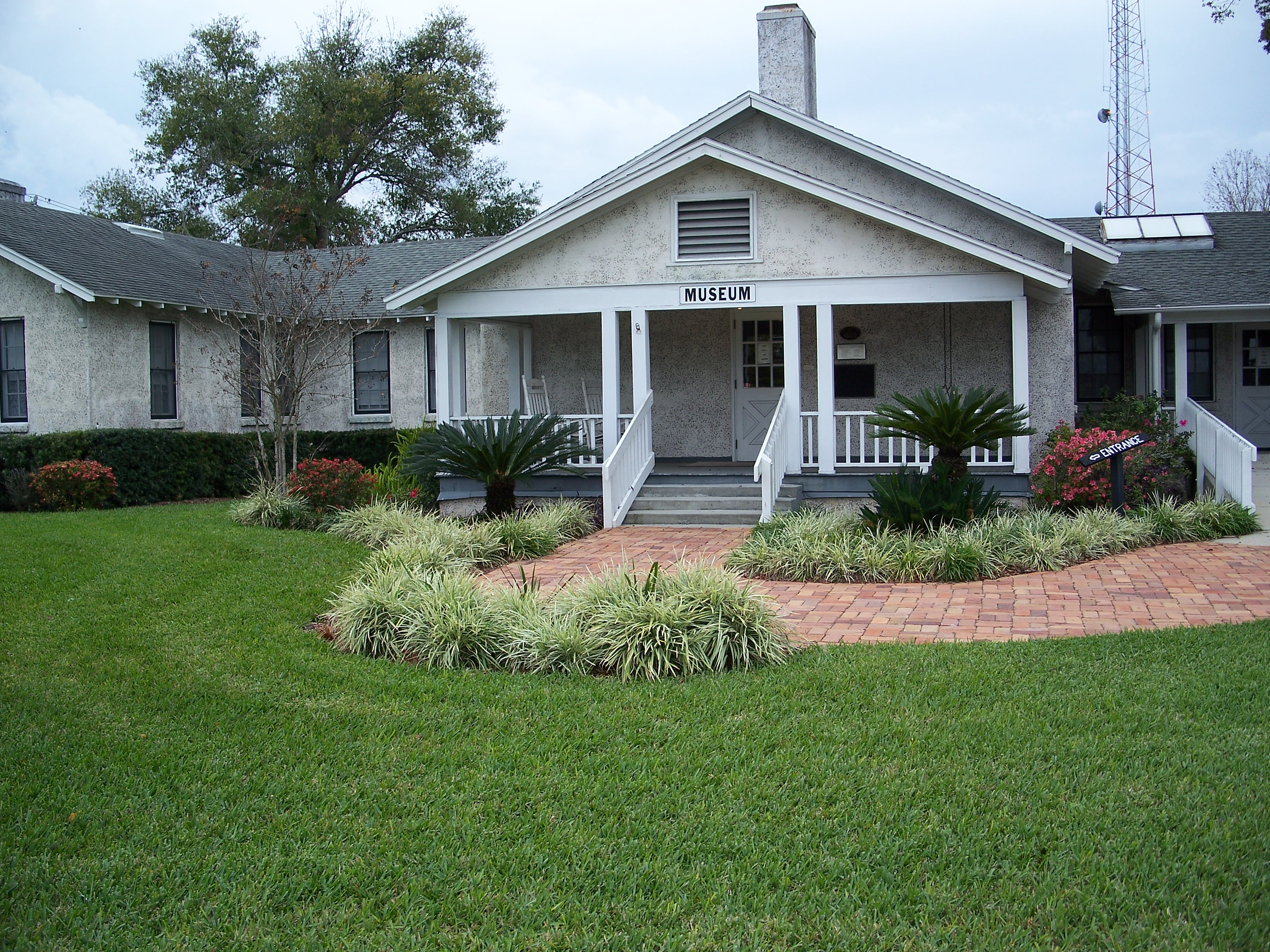
Seminole County Home

Folgende Objekte sind im National Register of Historic Places gelistet:
- Hopper Academy
- Old Fernald-Laughton Memorial Hospital
- Ritz Theater
- St. James A. M. E. Church
- Sanford Commercial District
- Sanford Grammar School
- Sanford Residential Historic District
- Seminole County Home

Weitere Sehenswürdigkeiten:
- Central Florida Zoological Park
- Museum of Seminole County History
- Stadtmuseum Sanford
- NAS Sanford Memorial Park[9]

## Bildung

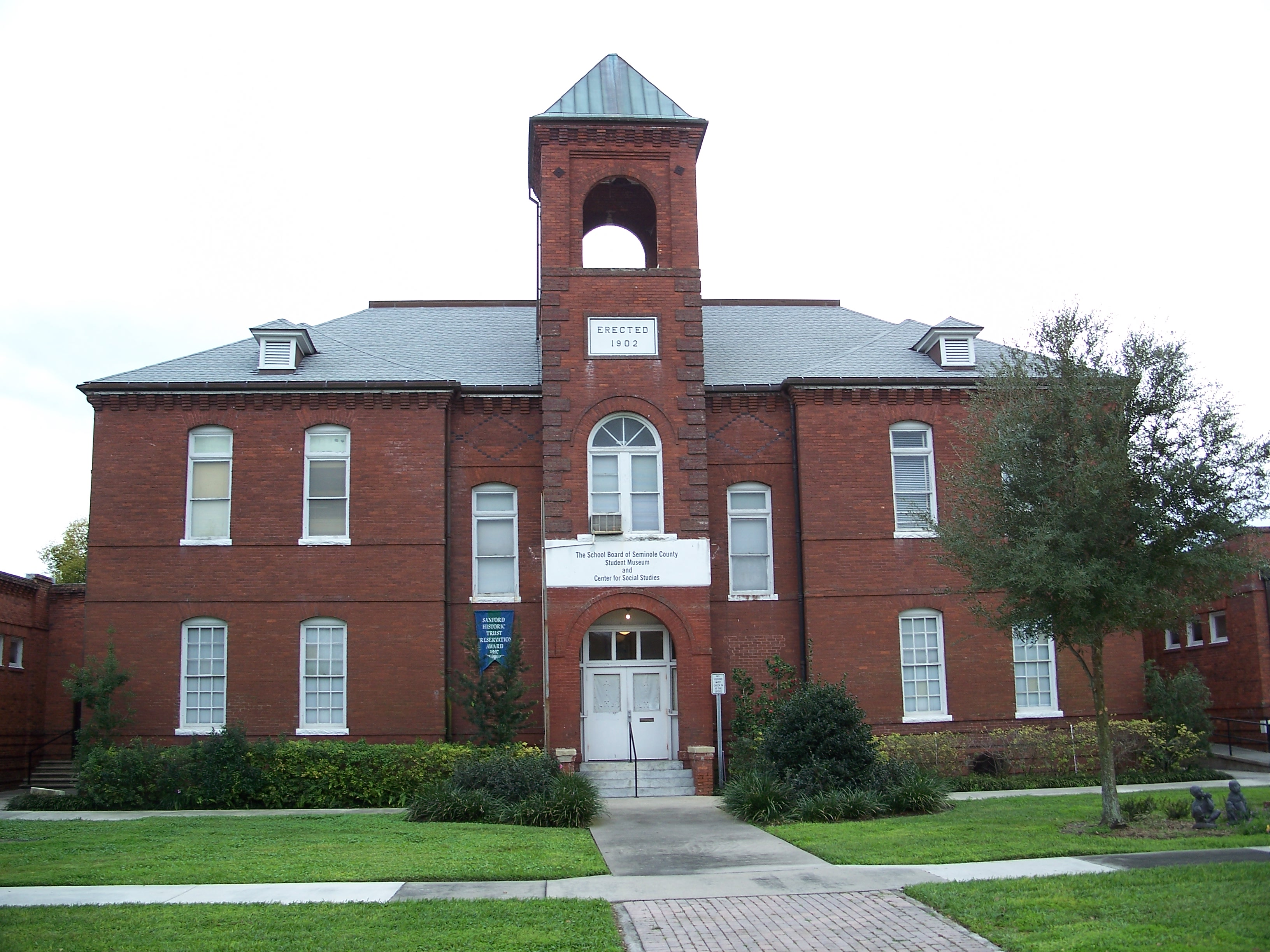
Eine Schule in einem historischen Gebäude

Außer den verschiedenen Pflichtschulen (öffentliche und private) liegt das Seminole State College of Florida in Sanford. Am Flughafen befindet sich eine Flugschule für Linienpiloten.

## Verkehr
Sanford wird von der Interstate 4, von den U.S. Highways 17 und 92 sowie von den Florida State Roads 15, 46, 415, 417 (Central Florida GreeneWay, mautpflichtig) und 600 durchquert bzw. tangiert.
Im Bahnhof Sanford startet der Autoreisezug (Auto Train), der Reisende und ihre Fahrzeuge entlang der Ostküste nach Lorton im Bundesstaat Virginia, nahe Washington, D.C., befördert. Sanford ist auch eine Station der SunRail auf der Strecke von DeBary über Orlando nach Poinciana. An den Bahnhöfen DeLand und Winter Park besteht Anschluss an die Fernzüge der Amtrak.
Die Stadt wird von Bussen der regionalen Transportgesellschaft Lynx bedient. Unweit südöstlich des Stadtzentrums befindet sich der Orlando Sanford International Airport.

## Kriminalität
Die Kriminalitätsrate lag im Jahr 2010 mit 559 Punkten (US-Durchschnitt: 266 Punkte) im hohen Bereich. Es gab drei Morde, 38 Vergewaltigungen, 174 Raubüberfälle, 141 Körperverletzungen, 871 Einbrüche, 2286 Diebstähle, 210 Autodiebstähle und zwei Brandstiftungen.

## Söhne und Töchter der Stadt
- Henry Shelton Sanford (1823–1891), Diplomat, Unternehmer und Gründer von Sanford
- Elvira Garner (1886–1956), Kinderbuchautorin und Illustratorin
- John R. Beardall (1887–1967), Konteradmiral der United States Navy
- Red Barber (1908–1992), Sportkommentator
- Marie Knight (1920–2009), Gospelsängerin
- Jerome Berson (1924–2017), Chemiker
- Bobby Lord (1934–2008), Country-Musiker
- Charlie Carlson (1943–2015), Schriftsteller
- Wilson G. Bradshaw (* 1946), Präsident der Florida Gulf Coast University
- Doug Marlette (1949–2007), Pulitzer-Preis-Träger, lebte als Kind in Sanford.[11]
- Mary Lou Zoback (* 1952), Geophysikerin und Geologin
- Tim Raines (* 1959), Baseballspieler
- Reggie Branch (* 1962), ehemaliger Footballspieler
- Jim Courier (* 1970), Tennisspieler
- Tammy Cleland (* 1975), Synchronschwimmerin
- David Eckstein (* 1975), Baseballspieler
- Trinity McCray (* 1987), eine Profiwrestlerin, die unter dem Kampfnamen "Naomi" bekannt wurde